# 斗川村
斗川村（とがわむら）は、かつて青森県にあった村。

## 沿革
- 1889年（明治22年）4月1日 - 町村制施行により三戸郡斗内村、豊川村が合併し、斗川村が発足。
- 1955年（昭和30年）3月20日 - 三戸郡三戸町、留崎村、猿辺村と合併し、三戸町を新設して消滅。